# Partido Comunista Português
Partido Comunista Português (PCP), ’Portugisiska kommunistpartiet’, är ett politiskt parti i Portugal, grundat 1921.
Till det portugisiska parlamentet (Assembleia da República) brukar PCP ställa upp i val i samarbete med Partido Ecologista Os Verdes (Ekologiska partiet de gröna) under beteckningen Coligação Democrática Unitária (CDU). Partido Comunista Português är medlem i Gruppen Europeiska enade vänstern/Nordisk grön vänster i Europaparlamentet. 
Partiets officiella organ heter Avante!. Jerónimo de Sousa är PCP:s partiledare (generalsekreterare) sedan november 2004.